# Little Caesar and the Romans
Little Caesar and the Romans war eine US-amerikanische Rhythm-and-Blues-Sängergruppe.

## Geschichte
Gegen Ende der 1950er Jahre gründete sich die Gruppe unter dem Namen The Up-Fronts. Nachdem sie im Jahr 1961 einen Plattenvertrag erhielten, benannten sie sich in Little Caesar and the Romans um. Mit dem Titel Those Oldies But Goodies (Remind Me of You) erreichten sie 1961 Platz 9 der US-Charts.

## Diskografie (Auswahl)
- 1961: Those Oldies But Goodies (Remind Me of You)
- 1961: Hully Gully Again
- 1961: Memories of Those Oldies But Goodies
- 1961: The Ten Commandments of Love
- 1961: Popeye Once More